# Theveste
Theveste est une ancienne ville romaine située dans l’actuelle Tébessa, en Algérie. À l’origine un établissement numide, elle a été intégrée à l’Empire romain au Ier siècle et est devenue un centre militaire et commercial stratégique.

## Histoire

Localisation de la ville de Theveste dans l'Afrique romaine.

En 146 av. J.-C., les Romains ont conquis la région, où existait une ancienne ville appelée Tbessa. Theveste a été fondée par les Romains en 75 apr. J.-C. près d'un ancien village berbère situé à proximité du massif de l'Aurès, afin de contrôler la région montagneuse.
En effet, la région est habitée depuis longtemps, ainsi que l'attestent les objets de l'époque paléolithique et néolithique retrouvés lors des fouilles. Les Phéniciens y construisent une première cité, Hecatomphyle. Les Grecs de l'Antiquité appellent l'agglomération Theveste (Θεβέστη) ou ''Hekatompyle'' (Ἑκατομπύλη, ville ''aux cent portes''  par confusion avec Thèbes d’Égypte.
Vers 880-820 avant notre ère, les Carthaginois s'installent dans la région, distante de six jours de Carthage, mais la ville de Theveste reste une grande ville berbère et ne tombe que vers 247 av. J.-C., où elle sera prise et occupée par Hannon le Grand, général et stratège carthaginois. De 174 à 150 av. J.-C, Massinissa dirige le grand centre agricole de Théveste. Après la soumission de Jugurtha en 105, de 104 av. J.-C à ̘435, la région est sous domination romaine. Cette région constituait la limite méridionale du territoire d'une fraction des Musulames.
Au cours du 1er siècle de notre ère, la Legio III Augusta y résida avant d'être transférée à Lambaesis. Theveste fut probablement élevée au rang de colonie sous le règne de Trajan.
Théveste devient  prospère sous Septime Sévère, atteignant une population estimée à près de 30 000 habitants, et fut même un siège diocésain important. Huit grandes routes y aboutissent. Elle devient alors le centre la romanisation de l’Algérie méridionale (Mascula, Timgad, Lambèse). Elle est alors à son apogée, la deuxième ville, après Carthage et compte sous Hadrien (117-138), 50 000 habitants. Septime Sévère (193-211) l’érige en colonie et accorde la citoyenneté romaine à tous ses habitants.
En 213, l'Arc de triomphe de Caracalla est construit, en l'honneur de Septime Sévère, père de l'Empereur Caracalla. Puis  la basilique chrétienne est construite, la ville devient le siège d'un évêché, ensuite le schisme donatiste se répand.
Il est fait mention d’un concile tenu dans la ville de Theveste par les Donatistes. Parmi ses saints figuraient Lucius de Théveste, son évêque, qui assista au Concile de Carthage (256) et mourut en martyr deux ans plus tard ; Maximilianus, martyrisé le 12 mars 295 apr. J.-C. ; et Crispina, martyrisée le 5 décembre 304 apr. J.-C. Vers l'an 400 apr. J.-C., la tombe de Crispina, située dans un cimetière en dehors de la ville, était devenue un important complexe de pèlerinage.
Quelques-uns de ses évêques sont connus : Romulus en 349 apr. J.-C. ; Urbicus en 411 apr. J.-C. ; Felix, exilé par les Vandales en 484 apr. J.-C. ; et Palladius, mentionné dans une inscription.
Au cours des IVe et Ve siècles apr. J.-C., Théveste était également un centre du Manichéisme. En juin 1918, un codex de 26 feuillets, écrit en latin par des Manichéens, a été découvert dans une grotte près de la ville.
Au Ve siècle, les Vandales s'en emparent et la pillent, mais sans la détruire. En 496, des tribus berbères envahissent la région, sous la conduite de Jaldas, la ville est pillée et ruinée, puis reprise par le roi vandale Thrasamund. Son déclin commence à cette période.
En 530, le gouverneur byzantin Solomon reprend tout le pays. La région de Théveste devient une province byzantine. La ville est restaurée et les remparts byzantins sont construits en l'an 535. Car les Berbères de région s'étaient rebellés, conduits par le chef Antalas.
Théveste devient une ville islamique, à la suite de la conquête musulmane du Maghreb. Elle prend la forme arabisée de Tébessa et se maintient dans les limites de l'enceinte byzantine. Mais sa région semble être restée à l'écart des grands épisodes de la conquête arabe. En dehors de la mention, assez épisodique de Tébessa, comme madîna par les géographes arabes des IXe et XIIIe siècles. Sous le règne du Hafsides Abu Bakr, la ville était aux mains d’un cheikh local, Muḥammad b. ʿAbdūn.
Al-Bakri la qualifie d'awwaliyya (antique) ; la ville est construite en grands blocs de pierre, et présente toujours des vestiges apparents de son passé préislamique. L'auteur anonyme de l'Istibṣâr rapporte d'autres monuments antiques encore visibles, dont deux temples (hayâkil) et un bâtiment de spectacle (dâr al-mal‘ab, littéralement « maison du jeu »).

## Site archéologique
Les vestiges romains sont aujourd’hui le principal attrait de la ville. Autour du Forum romain, il est encore possible aujourd’hui d’observer :
- Arc de Caracalla (214 apr. J.-C.) : Arc de triomphe romain datant de l’année 214 apr. J.-C. Cet édifice, qui constituait l’entrée nord de la ville, est positionné en carré à l’intersection de deux routes. Les quatre façades de cette porte sont toutes identiques.
- Temple de Minerve (début du IIIe siècle apr. J.-C.) : Ses murs sont ornés de mosaïques. À l’intérieur, on trouve divers objets préhistoriques tels que des pièces de monnaie, des armes et des lampes.
- Vestiges de la basilique Sainte-Crispine (IVe siècle apr. J.-C.) : L’une des plus grandes d’Afrique. Elle comprend également des chapelles, des fonts baptismaux, des catacombes et des jardins. Située à l’extérieur de l’ancienne ville, au nord de l’Arc de Caracalla, elle est entourée de divers chemins, marches monumentales, écuries, promenades et nombreux édifices romains. Cette basilique, consacrée à une sainte locale, Sainte Crispine, date de la fin du IVe siècle.
- Remparts byzantins (VIe siècle apr. J.-C.) : Surnommés « Murs de Salomon », ces fortifications sont flanquées de treize tours carrées et encerclent le centre historique de la ville. Elles s’ouvrent vers l’extérieur par quatre portes, dont l’une est l’Arc de Triomphe de Caracalla.
- Théâtre romain : De petite taille, il a été construit lorsque la ville a été refondée en tant que base de la Legio III Augusta.
- Amphithéâtre (IVe siècle apr. J.-C.) : Divisé en deux sections.
- Aqueduc romain : Encore partiellement fonctionnel aujourd’hui.

Quelques vestiges de la ville de Theveste
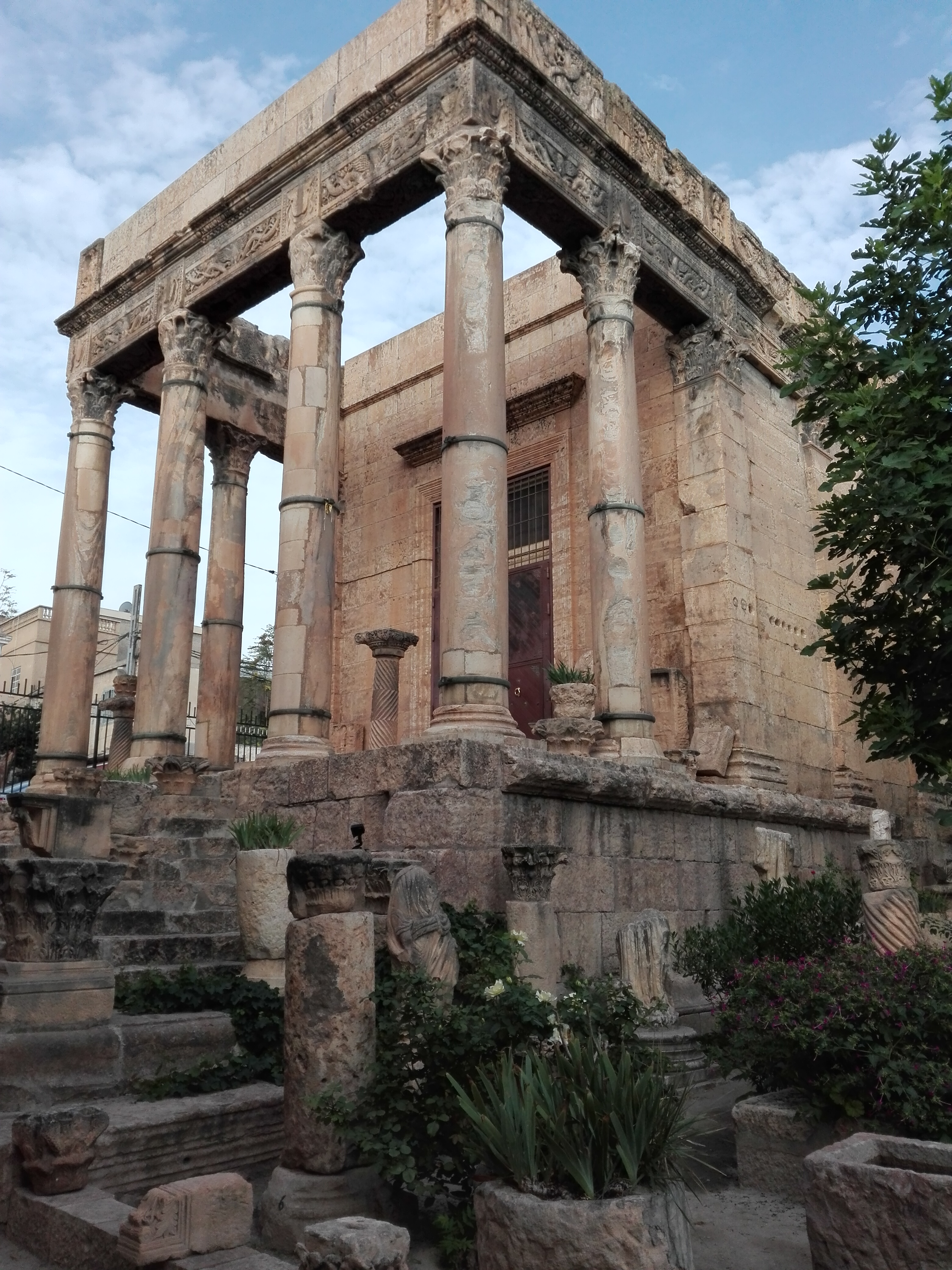
Temple de Minerve
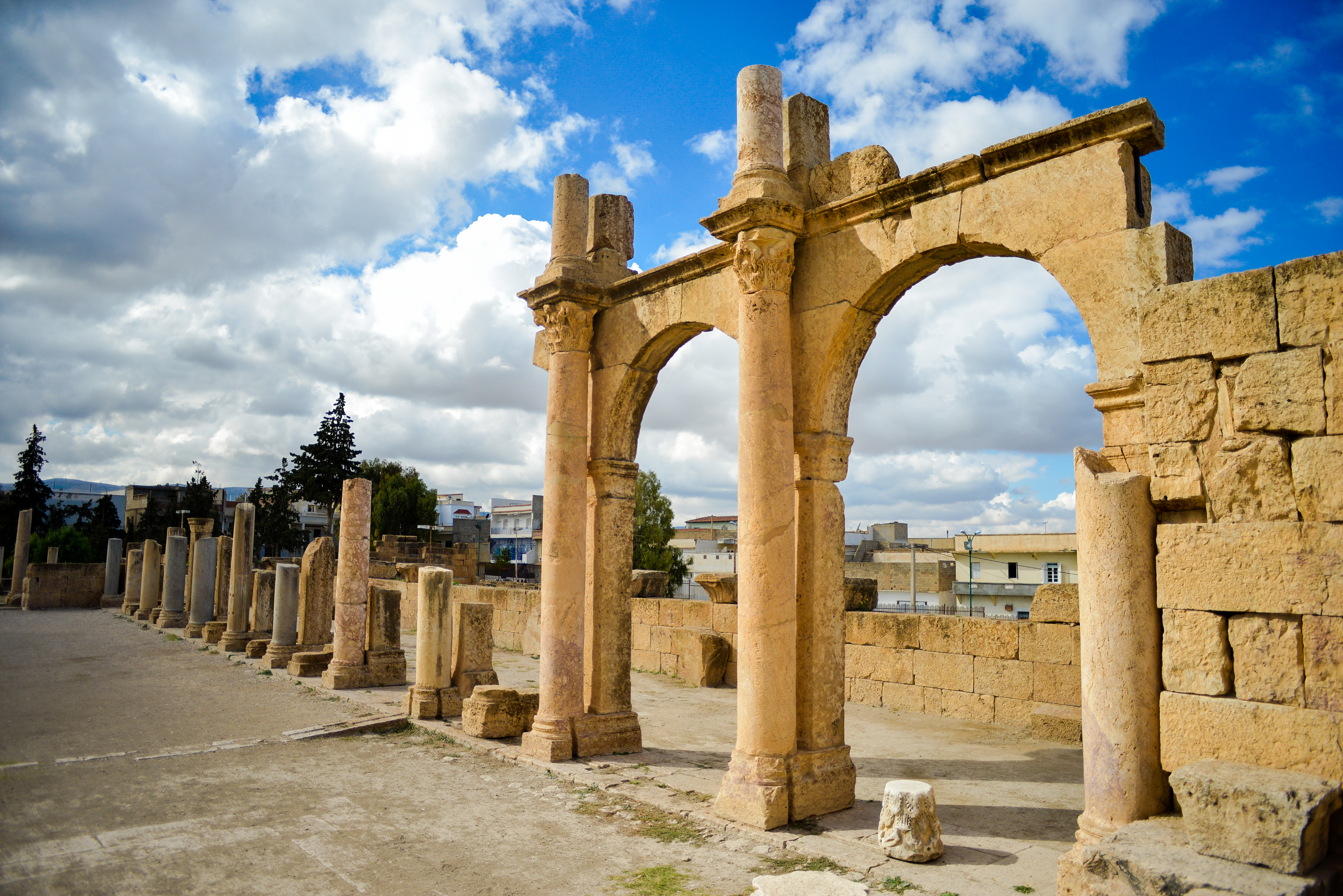
Basilique Sainte-Crispine
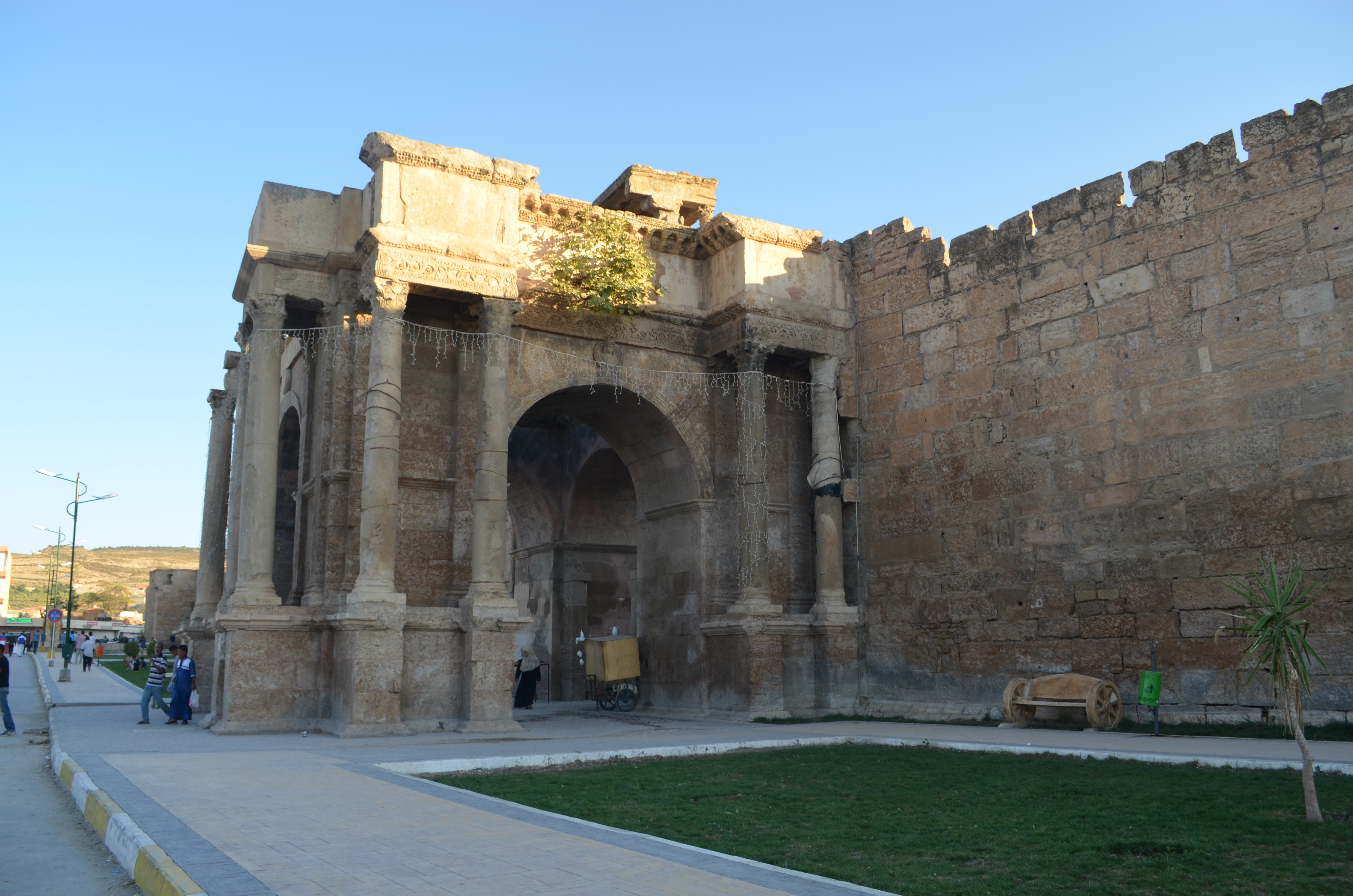
Arc de Caracalla
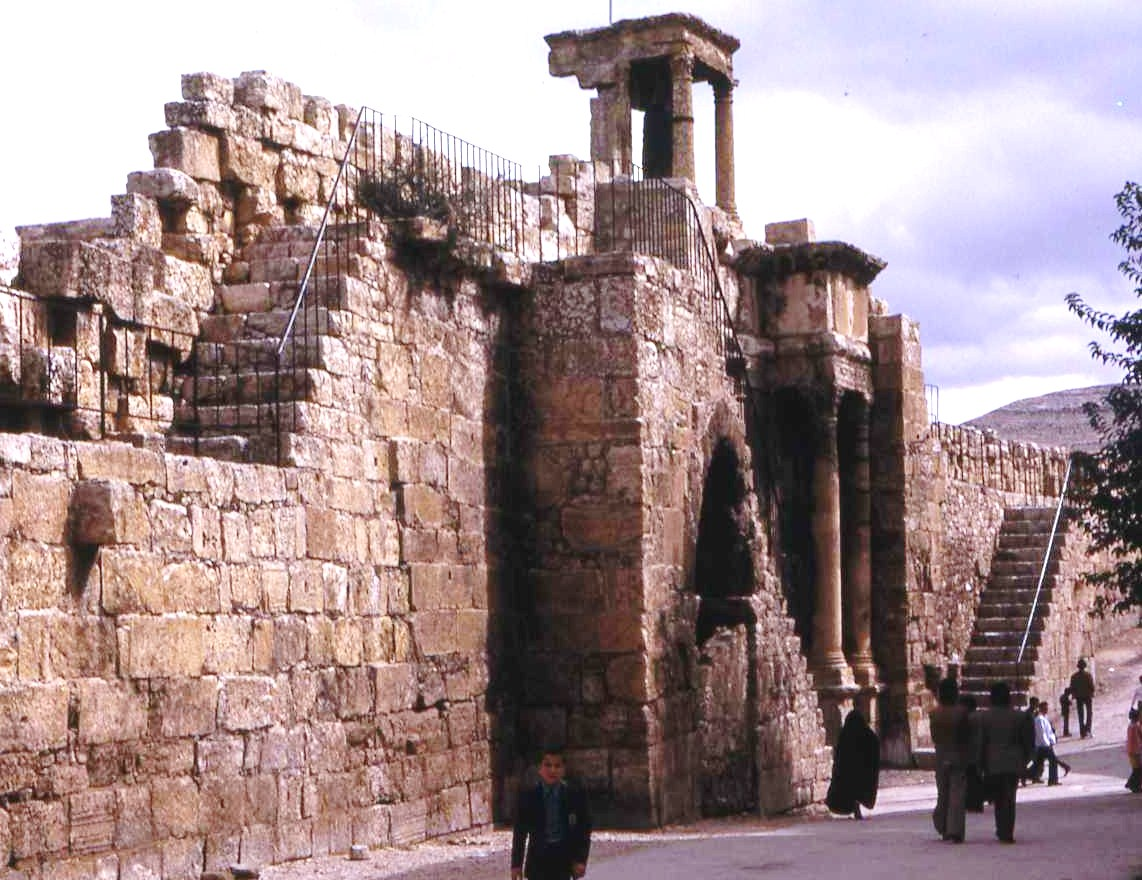
Rempart Byzantin
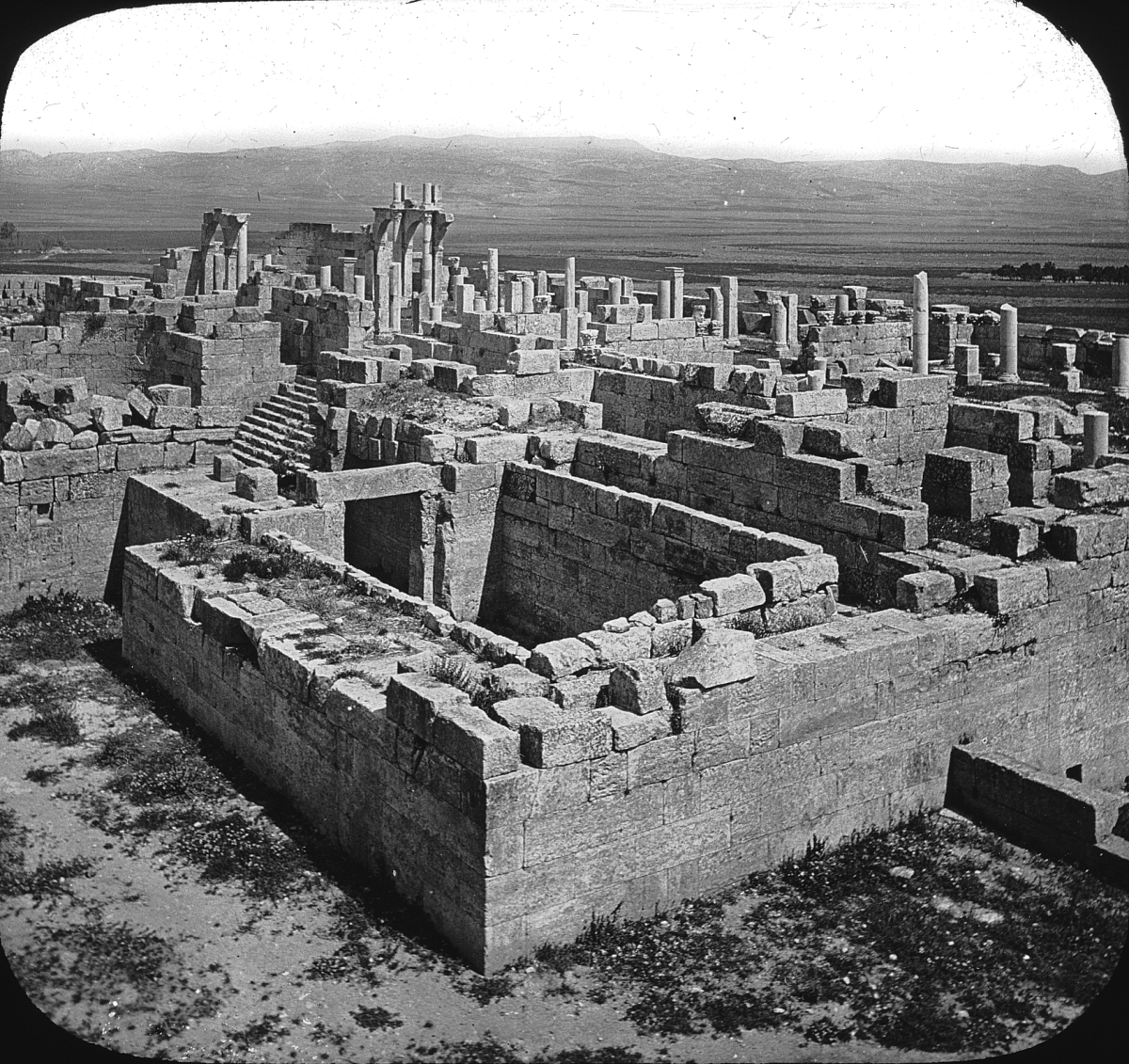
Forum de Theveste

## Diocèse
Le diocèse de Theveste (en latin : Dioecesis Thevestina (ou Tebastensis ou Tebestana)) est un siège supprimé et un siège titulaire de l'Église catholique.
Dans le Martyrologe romain, à la date du 5 décembre, est commémorée la martyre chrétienne sainte Crispine, qui fut tuée en 304 :

« À Theveste, en Numidie, dans l’actuelle Algérie, passion de sainte Crispine de Tagora, mère de famille, qui, sous Dioclétien et Maximien, fut décapitée sur l’ordre du proconsul Anulin pour avoir refusé de sacrifier aux idoles. »

Le même martyrologe commémore, à la date du 12 mars, le soldat martyr saint Maximilien, 

« ayant refusé de prêter le serment militaire, fut exécuté par l’épée. »

Plusieurs évêques de cette ancienne diocèse africaine sont connus. Le premier est Leucius, qui participa au concile de Carthage convoqué le 1er septembre 256 par saint Cyprien de Carthage pour débattre de la question de la validité du baptême administré par les hérétiques. Il figure à la 31ème place dans les Sententiae episcoporum,. Romulus participa à un autre concile de Carthage, présidé par Gratus de Carthage en 345/348. À la conférence de Carthage (411), qui rassembla les évêques catholiques et donatistes de l’Afrique romaine, participèrent le catholique Urbicus et le donatiste Persévérantius. Ce dernier était également présent au concile de Cabarsussi, tenu en 393 par les maximianistes, une secte dissidente des donatistes. Le nom de Félix figure à la 75ᵉ place sur la liste des évêques de Numidie convoqués à Carthage par le roi vandale Hunéric en 484 ; Félix, comme tous les autres évêques catholiques africains, fut condamné à l'exil.
Les fouilles archéologiques ont révélé les noms de deux autres évêques. Dans la grande basilique, on a découvert, dans un excellent état de conservation, la sépulture de l’évêque Palladius avec son épitaphe, d’où l’on déduit qu’il vécut 52 ans, dont 12 en tant qu’évêque. Selon Jaubert, ce Palladius serait en réalité l’évêque homonyme d’Idicra, ayant vécu à la fin du Ve siècle, exilé à Theveste en 484 et y étant décédé. En revanche, selon Mandouze, l’épitaphe de Palladius daterait du VIe siècle. Près de Tébessa, deux inscriptions ont été découvertes, dont l’une datée du 9 janvier 550, portant le nom de l’évêque Faustinus. Contrairement à Mesnage, Jaubert et Mandouze attribuent avec certitude cet évêque à Theveste.
Depuis le XVIIIe siècle, Theveste est comptée parmi les sièges épiscopaux titulaires de l'Église catholique. Depuis le 12 octobre 2006, le évêque titulaire est John Anthony Dooher, ancien évêque auxiliaire de l'archidiocèse de Boston.

## Personnalités notables
- Maximilien de Theveste, (martyr) chrétien du IIIe siècle, y est né ;
- Crispine de Théveste, ( sainte martyrisée) chrétienne du IVe siècle, y est décédée ;